# Scott Herren
Guillermo Scott Herren (ur. 1976) – producent oraz artysta hip-hopowy i IDM, aktualnie mieszkający w Barcelonie i nagrywający dla wytwórni Warp Records.
Herren wypuszcza muzykę pod różnymi pseudonimami, z których najbardziej znane to Prefuse 73 (pod którym wydaje utwory w stylu glitch), Savath and Savalas, Delarosa and Asora i Piano Overlord. Swoją karierę rozpoczął jako DJ w MJQ, małym klubie nocnym w Atlancie.

## Dyskografia

### Prefuse 73
Albumy
- Vocal Studies + Uprock Narratives (2001)
- One Word Extinguisher (2003)
- Extinguished: Outtakes (2003)
- Surrounded by Silence (2005)
- Security Screenings (2006)

EPki/Single/Kompilacje
- Estrocaro EP (2000)
- Radio Attack / Nuno (2000)
- Out Takes For 88'. (Nigdy nie wydany, 2001)
- Wylin Out (Featuring Mos Def & Diverse) (2002)
- The 92 Vs. 02 Collection (2002)
- HideYaFac (2005)
- Prefuse 73 Reads the Books E.P. (2005)
- Security Screenings (2006)

### Delarosa & Asora
Albumy
- Sleep Method Suite (1997)
- Agony, Pt. 1 (2001)

EPki/Single/Kompilacje
- Crush The Sight-Seers (1999)
- Backsome (2001)

### Savath and Savalas
Albumy
- Folk Songs for Trains, Trees and Honey (2000)
- Apropa't (2004)

EPki/Single/Kompilacje
- Immediate Action #1 (2001)
- Rolls and Waves (2002)
- Mañana (2005)

### Piano Overlord
Albumy
- The Singles Collection 03-05 (2005)

EPki/Single/Kompilacje
- Tease EP (2004)
- Torture EP (2005)